# Suzuki RM-Z 450
Suzuki RM-Z 450 – japoński motocykl typu cross produkowany przez firmę Suzuki od 2005 roku.

## Dane techniczne/Osiągi
Silnik: singel

Pojemność silnika: 449 cm³

Moc maksymalna: 55 KM/8500 obr./min

Maksymalny moment obrotowy: brak danych

Prędkość maksymalna: brak danych

Przyspieszenie 0-100 km/h: brak danych
- Motocykl (2/2012); Wydawnictwo Motor-Presse Polska Sp. z o.o., Wrocław 2012, s. 66-76, ISSN 1230-767X